# لوسی‌ین تنی‌یر
لوسی‌ین تنی‌یر (به فرانسوی: Lucien Tesniere) (زاده ۱۳ مه ۱۸۹۳ – مرگ ۶ دسامبر ۱۹۵۴) زبان‌شناس فرانسوی و پایه‌گذار دستور وابستگی بود. او از اعضای مکتب پراگ به شمار می‌رفت.

## دستور وابستگی
مبانی نظری دستور وابستگی را تنی‌یر نخستین بار در کتاب کم‌حجمی با عنوان «گفتارهایی در نحو ساختاری» (۱۹۵۳) معرفی کرد. شرح مفصل این نظریه در سال ۱۹۵۹ پس از مرگ تنی‌یر در کتاب دیگر او با عنوان «مبانی نحو ساختاری» منتشر شد. این نظریه در اروپا و به ویژه در فرانسه، آلمان و روسیه مورد استقبال زبان‌شناسان قرار گرفت و به تدریج مبدل به یکی از مهم‌ترین نظریه‌های نحو در کار تدوین دستور زبان‌های گوناگون و نیز آموزش زبان به خارجی‌ها شد.